# 1529.
◄ | 15. stoljeće | 16. stoljeće | 17. stoljeće | ►
◄ | 1490-ih | 1500-ih | 1510-ih | 1520-ih | 1530-ih | 1540-ih | 1550-ih | ►
◄◄ | ◄ | 1526. | 1527. | 1528. | 1529. | 1530. | 1531. | 1532. | ► | ►►
Arhitektura • Astronomija • Glazba • Kazalište • Kiparstvo • Knjige • Književnost • Kršćanstvo • Medicina • Politika • Pravo • Promet • Slikarstvo • Znanost

## Događaji
- 19. travnja – Speyerski protest: evangelički staleži protestiraju protiv ukidanja Speyerske odluke iz 1526. kojom je zemljama u kojima je provedena reformacija bila obećana pravna sigurnost
- 26. lipnja – Kraj prvog kappelskog rata u Švicarskoj – prvog vjerskog rata između katolika i protestanata
- 27. rujna do 14. listopada – Prva turska opsada Beča
- Zapoljine pristaše opsjedaju Zagreb

## Rođenja
- 25. travnja – Franjo Petrić (Petriš, Petric, Petričević), filozof, polihistor, grecist i latinist († 1597.)

## Smrti
- 7. veljače – Baldassare Castiglione, talijanski državnik i književnik (* 1478.)
- 19. travnja – Johannes Cuspinianus, austrijski humanist (* 1473.)
- 21. lipnja – John Skelton, engleski pjesnik (* oko 1460.)
- 6. rujna – Jörg Blaurock, švicarski anabaptist (* oko 1492.)
- Bernardin Frankopan, hrvatski plemić (* 1453.)
- Giovanni di Pietro, talijanski slikar

## Vanjske poveznice
|  | Zajednički poslužitelj ima još gradiva o temi 1529. |